# Горе (емоція)

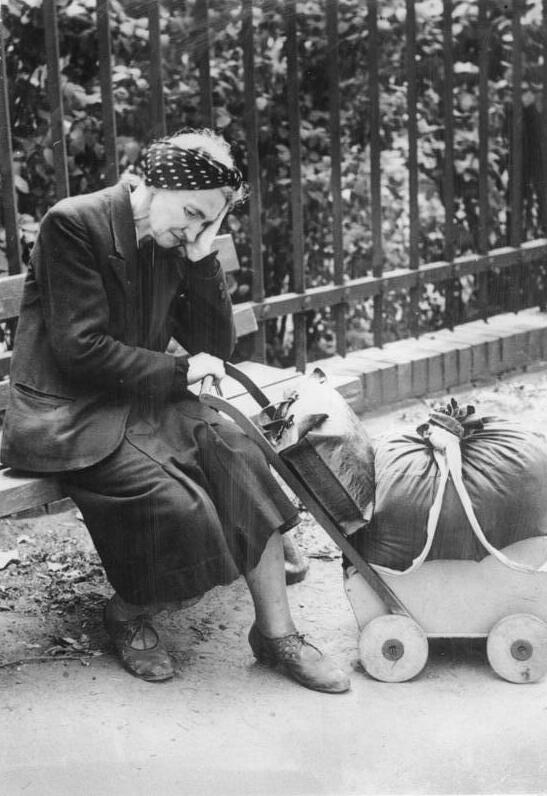
Горе може бути викликане втратою свого будинку і майна, як це відбувається з біженцями.

Го́ре — негативно забарвлені душевні переживання, печаль, смуток, скорбота у поєднанні з розпачем; протилежне радості, викликані неочікуваними прикрими подіями, обставинами, бідою, нещастям, смертю близької людини. Хоча горе зазвичай зосереджене на емоційній реакції на втрату, воно також має фізичний, когнітивний, філософський і поведінковий вимір, який є життєво важливим для людської поведінки і широко вивчався впродовж всієї історії людства.

## Основні стадії горя
Це стадії горя (скорботи), пов'язані зі смертю чи іншою емоційною втратою:
Згідно з моделлю, описаною в книзі доктора Елізабет Кюблер-Росс (1926-2004) "Про смерть і вмирання", горе проявляється у п'яти стадіях, хоча вони не завжди відбуваються по порядку, деякі повторюються, а деякі взагалі ніколи не відбуваються:
- Фаза заперечення. Відмова визнати, собі чи своєму оточенню, що втрата сталася.
- Фаза гніву, байдужості або злості: стан невдоволення через те, що не вдалося запобігти втраті. Шукаються причинно-наслідкові зв'язки і винні.
- Фаза переговорів. Переговори з самим собою або з навколишнім середовищем, розуміння плюсів і мінусів втрати. Робиться спроба знайти рішення втрати, незважаючи на те, що це неможливо.
- Фаза емоційного занепаду. Переживається смуток через втрату. Можуть виникати депресивні епізоди, які з часом проходять.
- Фаза прийняття. Передбачається, що втрата неминуча. Передбачає зміну бачення ситуації без втрати; завжди пам'ятайте, що прийняти - це не те ж саме, що забути.

Скорбота може тривати від 2 місяців до одного-двох років, коли йдеться про втрату дуже близької людини (батька, матері, дитини, чоловіка/дружини тощо). У випадку, якщо симптоми не зникають після закінчення цього періоду часу і викликають проблеми в повсякденному житті, дуже важливо проконсультуватися з психіатром та/або психологом, оскільки постраждала людина може страждати від хронічного депресивного епізоду, що може означати патологічне горе. Не всі етапи завжди виконуються, і вони не обов'язково відбуваються в зазначеному порядку.

## Переживання горя
Переживання горя — це перебіг процесу від моменту втрати до її подолання. Цей процес може розпочатися до втрати, якщо її можна передбачити заздалегідь.
По відношенню до попереднього або очікуваного горя існує попередній траур, хоча це різні поняття.

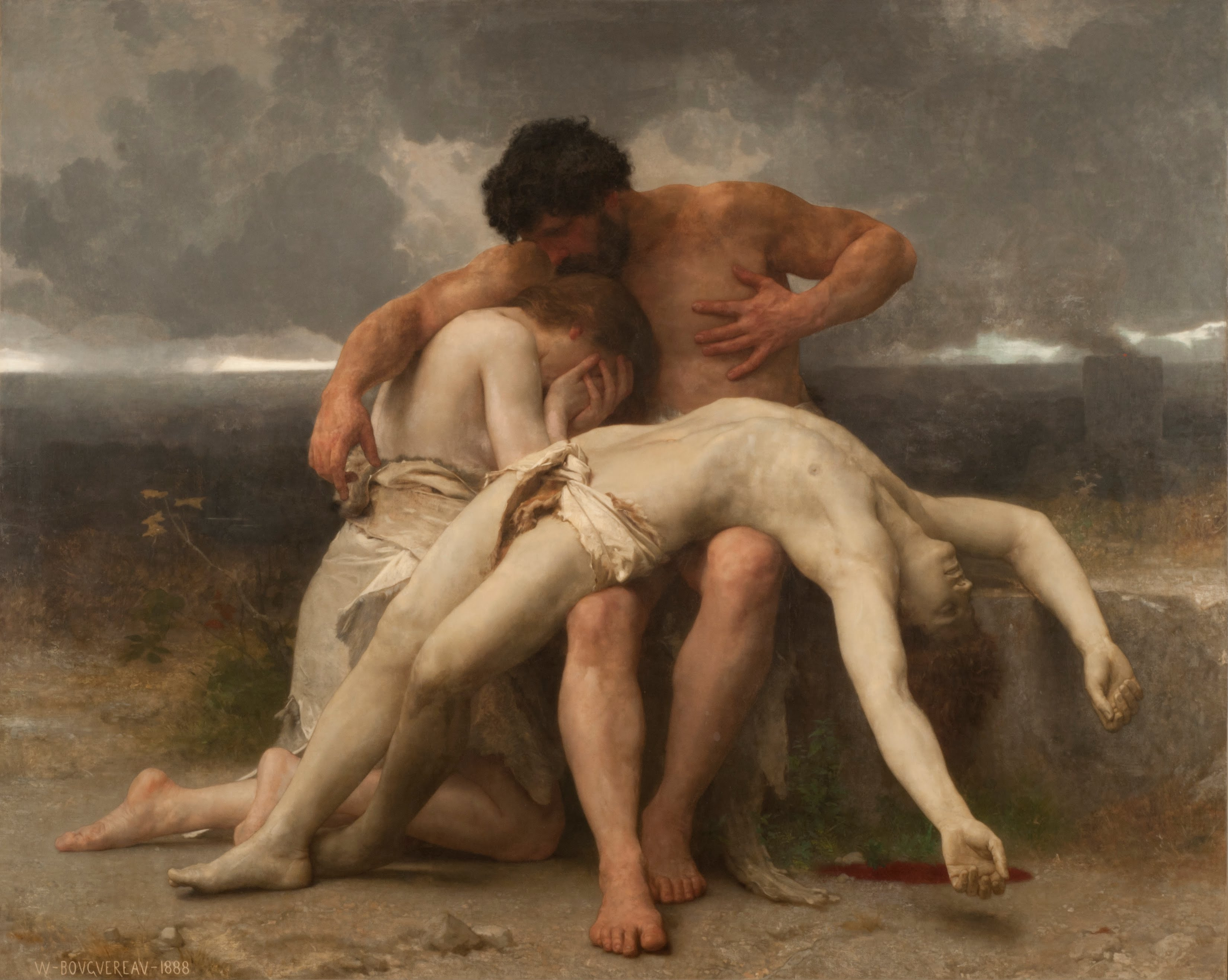
Перший траур — El primer duelo, Вільям-Адольф Бугеро, 1888

### Детермінанти у розвитку горя
Деякі детермінанти, що впливають на розвиток горя у випадку смерті, є наступними:
- тип афективних стосунків з померлим.
- тривалість смертельної хвороби та агонії, якщо такі були

- ступінь спорідненості
- характер смерті
- зовнішній вигляд тіла
- ступінь залежності
- стать потерпілого
- соціальна підтримка, соціальні мережі
- релігійні або філософські чи духовні ідеї
- наявність або відсутність іншого досвіду втрати.

До цього слід додати культурний і соціальний фактор, який може зробити процес жалоби дуже різним, хоча тип зв'язку і прив'язаності, які були у людей, що пережили втрату, з померлим, є фундаментальним. Ще одним фактором, який слід враховувати, є присутність третіх осіб, яких торкнулася втрата, що може призвести до солідарного трауру.

### Професійна допомога
У випадках, коли переживання горя важко подолати, воно може стати проблемою і навіть тим, що психотерапевти називають патологічним горем. Якщо це сталося, або до того, як це сталося, бажано звернутися до фахівця з емоційного здоров'я (психолога або психіатра) за порадою.

## Типологія горя
Горе - це не хвороба, хоча воно може нею стати, якщо його не пережити належним чином. Різні автори наводять різні типології горя, хоча загальноприйнятої типології не існує. Вони говорили, наприклад, про ускладнене, хронічне, застигле, перебільшене, пригнічене, замасковане, психотичне та довгий список інших.
1. Блоковане горе: заперечення реальності втрати, уникнення роботи з оплакування, емоційно-когнітивне блокування, яке проявляється через поведінку, ілюзорне сприйняття, соматичні, психічні або реляційні симптоми.
2. Ускладнене горе: симптоми або ризикована поведінка, що зберігаються протягом тривалого часу і мають ризиковану для здоров'я інтенсивність у контексті втрати.
3. Патологічне горе: стійкість або інтенсивність симптомів призвела до того, що один або кілька членів сім'ї припинили роботу, соціальне, академічне, органічне життя.
4. Пригнічене горе. Людина, яка пережила втрату, не може висловити свої почуття.